# A Galaxis útikalauz stopposoknak szereplőinek listája
Douglas Adams Galaxis útikalauz stopposoknak című regényének és annak folytatásainak szereplői.

## Agradzsag
Agradzsag (az angol verzióban Agrajag) egy sajnálatra méltó szereplő, akinek számtalan inkarnációit Arthur több alkalommal is véletlenül megöli.

## Arthur Dent
Arthur Philip Dent a regények egyik főszereplője. Arthur háza útjában állt egy bekötőútnak, éppen úgy, mint a Föld a Vogon Építész Flotta által létesíteni kívánt intergalaktikus hiperűr-bekötőútnak. Barátjának, Ford Prefectnek köszönhetően túlélte a Föld elpusztítását. Arthur néhány éven keresztül bolyong a világűrben, egyik kalandból a másikba csöppen, anélkül, hogy egyszer is levenné fürdőköpenyét.
A rádióadásban Simon Jones kölcsönzi a hangját Arthurnak, a moziváltozatban az angol komikus, Martin Freeman formálja meg Arthur karakterét.
"Arthurdent" nevet visel egy 1998. február 7-én felfedezett kisbolygó (18610 Arthurdent). Douglas Adams két nappal a kisbolygó elnevezése után hunyt el.

## Fenchurch
Fenchurch Arthur barátnője a sorozat negyedik részében. Nevét a Fenchurch utcai vonatállomásról kapta, ahol a jegykiadó sorban megfogant. Douglas Adams egy interjúban azt állította, valójában a Paddington állomásról jutott eszébe, hogy egy szereplő ott foganjon meg, de mivel nem akart zavart a már létező az 1958 óta ismert Paddington Bear nevű gyermekmese-szereplővel, így a Fenchurch név mellett döntött. Fenchurch szerepel a Galaxis-sorozat első, negyedik, ötödik és „hatodik” részében.

## Ford Prefect
Ford Prefect a regények másik főszereplője. A filmváltozatban Mos Def alakította, a rádiójátékban Geoffrey McGivern adta neki a hangját.
Ford a Betelgeuze mellett született "egy kis bolygón", és ott is járt iskolába, Zaphod Beeblebrox nevű másod-unokatestvérével együtt. Foglalkozását tekintve a Galaxis Útikalauz Stopposoknak utazó szerkesztője. Azért érkezett a Földre, hogy kibővítse a szócikket, melyről az Útikalauz csak ennyit ír: „Ártalmatlan”. Tizenöt éves kemény és kitartó munkával kiegészítette ezt, ennek köszönhetően már sokkal többet olvashatunk a Földről, mely így hangzik: „Jobbára ártalmatlan”. Ford véletlenül ragadt hosszú időre a Földön, és úgy mutatkozott be, mint egy guilford-i munkanélküli színész, és még a nevét is megváltoztatta. „Előzetes információi alapján úgy vélte, hogy a Ford Prefect név kellemesen feltűnésmentes lesz.” (A Prefect szó magyarul „elöljárót” jelent, a Ford Prefect pedig egy legendás angol népautó neve.) Legjobb barátja a Földön Arthur Dent.

## Galaxis útikalauz stopposoknak, a könyv
A Galaxis útikalauz stopposoknak című könyv egy elektronikus könyv, mely a világ összes tudását és bölcsességét tartalmazza, és „noha sok benne a hézag és tele van kétes, de legalábbis üvöltően pontatlan adattal, két fontos vonatkozásban felülmúlja kevésbé szárnyaló elődjét (Encyclopaedia Galactica). Egyrészt némileg olcsóbb. Másrészt borítóján a következő szavak láthatóak, szép nagy betűkkel szedve: NE ESS PÁNIKBA!”
A könyvet az Ursa Minor Bétán lévő Megadodo Publications kiadó adja ki, Ford Prefect az útikalauz informátora.
Lásd lentebb: Madár

## Humma Kavula
A Viltvolde VI-ot lakó jatravartidok vallásának, a mordfikoszizmusnak a prófétája és főpapja (azelőtt űrkalóz), aki pályázott a Galaxis elnökének helyére is. Kampánya a „Ne szavazz a hülyére” (hülye = Beeblebrox) jelmondaton alapult, de vesztett. Felületes szemlélő számára embernek tűnik, de szemei helyén csak sötét üregek vannak, ha leveszi a szemüvegét, lábai pedig műlábak, amiket levetve, a mellkasából kinyúló finom gépcsápokon mozog.

## Nagy Zöld Trüsszentő
A Nagy Zöld Trüsszentő (angol eredetiben Great Green Arkleseizure) Vendéglő a világ végén című sci-fi könyvben szereplő istenszerű lény. A Nagy Zöld Trüsszentő a Viltvodle VI jatravartidjai szerint az univerzum teremtője.
Idézet a könyv első oldaláról:
Kezdetben volt az Univerzum teremtése.
Ez sokak rosszallását kiváltotta, s elterjedt vélemény szerint nem tartozott a legjobb húzások közé. Sok faj véli úgy, hogy a teremtésért valamiféle isten volna okolható, ám a Viltvodle VI jatravartidjai arra a nézetre hajlanak, hogy a Mindenség valójában a Nagy Zöld Trüsszentő orrlikából esett ki eredetileg. A jatravartidok, akik örök rettegésben félik le életüket a Nagy fehér papír zsebkendő eljövetelére várva, apró kék teremtmények, fejenként több mint ötven karral, ennélfogva az egyedüli olyan fajt képviselik az Univerzum történetében, amely előbb találta fel az aeroszolos hónaljgátlót, mint a kereket.
Mindazonáltal, az Őstrüsszentés elmélete nem nyert széles körű elismerésre a Viltvodle VI-on kívül, ezért az Univerzum talányosan képtelen volta folytonos magyarázatkeresésre sarkallja a kutatókat.
A regény alapján készült filmben a Viltvolde VI-on lakik Humma Kavula, a Nagy Zöld Trüsszentő (avagy Nagy Zöld Mordfikosz) prófétája, aki jelölte magát a Galaxis Elnökének posztjára. A filmben látunk egy „istentiszteletet” is.

## Madár
A Galaxis-sorozat ötödik részének, a Jobbára ártalmatlan című résznek a szereplője, ő II. sz. Galaxis Útikalauz Stopposoknak, egy madár formájában megjelenő, hatalmas intelligenciával és hatalommal rendelkező gép. Ő segített a vogonoknak, hogy a Föld összes variációját elpusztíthassák. A főszereplőket idővisszarendezéssel visszaterelgeti a Földre, a Béta klubba, ahol újra találkoznak Agradzsaggal, majd a Földdel együtt elpusztuljanak.

## Marvin
Marvin a „paranoid android”. A Szíriusz Kibernetika Társaság gyártmánya. Valódi Egyedi Személyiség (VESZ) rendszerrel van ellátva, „bolygóméretű aggyal” és paranoid személyiséggel rendelkezik, emellett mániás depressziós is.
A filmbéli karakter megalkotása Joel Collins látványtervező nevéhez fűződik.

## Pörkölt Desiato
Pörkölt Desiato (az angol verzióban Hotblack Desiato) a Katasztrófasújtotta Terület együttes frontembere, aki a Vendéglő a világ végén eseményei során éppen egy évet halottként tölt adózási problémák miatt.
A Katasztrófasújtotta Terület egy plutónium-rock-együttes, mely a galaxis leghangosabb rockegyüttese, és minden más hangforrások között is a leghangosabb. Zenéjük hangegyensúlya a színpadtól harminchét mérföldnyire elhelyezett betonbunkerek belsejében a legoptimálisabb.

## Prostatikus Vogon Jeltz
Prostatikus Vogon Jeltz (az angol verzióban Prostetnic Vogon Jeltz) a vogon űrhajó kapitánya, amely a Föld közelébe érkezett, hogy elpusztítsa azt. Jeltz szereti rosszabbnál-rosszabb verseit felolvasni, mellyel Arthurt és Fordot is megkínozta regénysorozat első részében.

## Szlartibartfaszt
Szlartibartfaszt (az angol verzióban Slartibartfast) jólelkű, idős, bolygóépítő mérnök a Magratheán, aki újjáépíti a galaktikus hatóságok által megsemmisített Földet, és akitől Dent megtudja, hogy a Föld valójában egy igen fejlett, gigantikus kompjuter, amit (mindkettőt) eredetileg Bölcs Elme tervei alapján, az egerek (látszólag rágcsálók, valójában fejlett, intelligens transzdimenzionális lények egértestbe bújva) rendelték meg, fizették ki, és ellenőrizték működését. Szlartibartfaszt leginkább a Norvégiai fjordok megépítését kedvelte, amiért díjat is kapott.

## Tricia McMillan
Tricia Marie McMillan, más néven Trillian a matematika és az asztrofizika tudományok doktora, aki nem akar munkanélküli-segélyből élni, ezért Zaphoddal tart a világűrbe.
A Földről származik és egy véletlen folytán éli túl a vogonok megsemmisítő támadását a Föld ellen. Zaphodot egy partin ismeri meg a Föld megsemmisülése előtt.

## Vakta Dent
Vakta Dent (az angol verzióban Random Dent) Arthur és Trillian lánya. A Jobbára ártalmatlan című regény elején Arthur bolygóról-bolygóra utazgatott a DNS-bankoktól a levágott lábkörmeiért és nyáláért kapott pénzből. Trillian pedig felkeresett egy DNS-bankot, amikor gyermeket szeretett volna, és egyetlen azonos fajú DNS volt, ami később kiderült, Arthuré.

## Wowbagger
Wowbagger, a Végtelenül Meghosszabbított, Az élet, a világmindenség, meg minden című regényben jelenik meg először. Wowbagger egy halhatatlan lény, aki azonban nem annak született, hanem „egy meghibásodott részecskegyorsító, egy folyékony ebéd és egy pár gumiszalag okozta baleset” miatt vált azzá. Az évek múlásával Wowbagger egyre jobban unta, majd végül megvetette a Világegyetemet, ezért úgy döntött, minden értelmes lényt egyesével sértegetni fog, névsor szerint.
Wowbagger visszatér a Ja, és még valami… című regényben és a Dzsingisz kán magánélete című történetben, mely A kétség lazaca című Adams-kötetben jelent meg.

## Zaphod Beeblebrox
„Szívem! Nem az én bugyim van rajtad? Mert rajtam a tiéd van, és baromi kényelmetlen”

– Z. Beeblebrox

Zaphod Beeblebrox egy könnyelmű, önimádó és idiotizmusra hajlamos galaktikus playboy, a világegyetem legsikeresebb gazembere és a Galaxis elnöke. Zaphod egy harmadik kezet is növeszt Trillianért, ami elmondása szerint hat hétig tart. Arthur Dent elől csábítja el a nőt, akivel még később találkoznak. Miután H. Kavula túszul ejti az egyik fejét, a korábbinál is dezorientáltabban viselkedik, Ford tartja kezelhető állapotban egy filósisak nevű, citromlé üzemanyaggal működő koncentrációsegítő szerkezettel.